# Henry Wharton
Henry Wharton (9 novembre 1664 - 5 mars 1695) est un écrivain et bibliothécaire anglais.

## Biographie
Wharton descend de Thomas Wharton (2e baron Wharton) (1520-1572), étant un fils du révérend Edmund Wharton, vicaire de Worstead, Norfolk. Né à Worstead, il est éduqué par son père, puis au Gonville and Caius College, Cambridge . Sa carrière universitaire est brillante. En 1686, il entre au service de l'historien ecclésiastique, le Rév. William Cave (1637-1713), qu'il aide dans son travail littéraire; mais estimant que son aide n'est pas suffisamment appréciée, il abandonne bientôt cet emploi.
En 1687, il est ordonné diacre et, en 1688, il fait la connaissance de l'archevêque de Cantorbéry, William Sancroft, sous le patronage duquel une partie de son œuvre littéraire est réalisée. L'archevêque, qui a une très haute opinion du caractère et des talents de Wharton, en fait un de ses aumôniers, et le présente à la cure Kentish de Sundridge, et ensuite à celle de Chartham dans le même comté.
En 1689, il prête serment d'allégeance à Guillaume III et à Marie II, mais il écrit une critique sévère de l'Histoire de la Réforme de l'évêque Burnet, et c'est en partie à cause de l'hostilité de l'évêque qu'il n'obtient pas d'avancement supplémentaire dans l’Église d'Angleterre. Il meurt le 5 mars 1695 et est enterré à l'Abbaye de Westminster.

## Œuvres
L'œuvre majeure de Wharton est son Anglia Sacra, un recueil de la vie d'archevêques et d'évêques anglais, qui est publié en deux volumes en 1691. Certains d'entre eux sont écrits par Wharton lui-même; d'autres sont empruntés aux premiers écrivains, dont Vitae Archiepiscoporum Cantuariensium de Stephen Birchington .
Outre sa critique de l'Histoire de la Réforme, Un Traité du célibat du clergé (1688) ; il écrit aussi L'enthousiasme de l'Église de Rome démontré dans quelques observations sur la vie d'Ignace de Loyola (1688) ; et Une défense des pluralités (1692, nouvelle éd. 1703).
Dans la Lambeth Palace Library, il y a seize volumes des manuscrits de Wharton. Le décrivant comme "cet homme merveilleux", William Stubbs dit que Wharton a fait pour l'élucidation de l'histoire de l'Église anglaise "plus que quiconque avant ou depuis". Une vie de Wharton est incluse dans la vie de George D'Oyly de William Sancroft (1821).